# Museo Virtual Precolombino
El Museo Virtual Precolombino es una investigación que forma parte de un proyecto institucional de la Universidad Nacional Autónoma de México en la cual hacen una recopilación de información en la que todos los datos obtenidos se ingresan en un sitio web acerca del patrimonio histórico de América. 
La característica principal es ampliar el conocimiento a través de los descubrimientos recientes, los trabajos de rescate, consolidación y puesta en valor de sitios precolombinos, desde la Patagonia hasta Canadá.

## Investigación
Cuenta con secciones como:
- Nuevos paradigmas
- Descubrimientos recientes
- Espacios vivenciales
- Arquitectura actual
- Patrimonio intangible
- Testimonios y resonancia
- Puesta en valor
- Cultura y lenguas